# ローズル

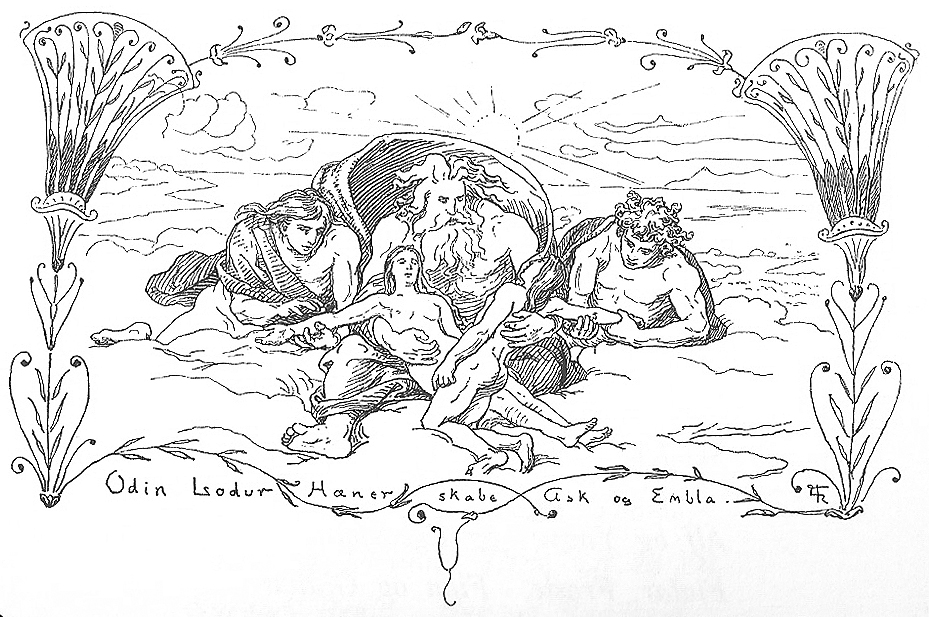
オーディン、ローズル、ヘーニルがアスクとエムブラを創造した。（1895年 Lorenz Frølich 画）

ローズル（古ノルド語: Lóðurr）は、北欧神話の神の名前であるが、登場するのがまれであるために、どのような神なのかほとんど知られていない。ある神の異名か、あるいは、未だほとんど知られていない神の名前であると考えられる。

## 概要
ローズルは『古エッダ』の創世記に当たる最初の一節『巫女の予言』に登場し、オーディンとヘーニルとともに浜辺で最初の人間であるアスクとエムブラを創造したとされている。
17. Unz þrír qvómo ór því liði,
ǫflgir oc ástgir, æsir, at húsi;
fundo á landi, lítt megandi,
Asc oc Emblo, ørlǫglausa.
18. ǫnd þau né átto, óð þau né hǫfðo,
lá né læti né lito góða;
ǫnd gaf Óðinn, óð gaf Hœnir,
lá gaf Lóðurr oc lito góða.
意訳
17. 力強く心優しい三神が、海辺でアスクとエムブラを見つけた。
18. まだ何も持たない彼らに、オーディンが呼吸を、ヘーニルが心を、ローズルが生命と美しさを与えた。
またスカルド詩の中にもその名前が見られる。10世紀と12世紀に書かれた2つのスカルド詩の中にオーディンをあらわすケニングとして「ローズルの友 (Lóðurrs vinr)」という文句がある。
アイスランドの詩人スノッリ・ストゥルルソンは『スノッリのエッダ』の『ギュルヴィたぶらかし』の中で、世界と人間の創造者としてオーディンとその兄弟であるヴィリとヴェーの三神を挙げている。オーディンが神の一人であること、そして彼らが人間創造の際に果たしたそれぞれの役割は、『古エッダ』の三神と共通している。しかしスノッリ・ストゥルルソンは北欧神話の整合性を図るために、世界の創造者と人間の創造者を同一視したか、ヘーニルとローズルについてほとんど知らなかった可能性もある。あるいは、ストゥルルソンにとっては、神々の神話上の系譜よりも、神々の行動の方がより重要であったのかもしれない。結論として、ローズルは、『巫女の予言』が文書として記録された時期 には既に忘れられていた古い神であり、それゆえに創世の詩の中にその名の形だけが残ったのだと考えられる。
ローズルは別の神の異名である可能性もある。20世紀の前半の研究ではロキの通称がローズルであると考えられていた。すなわち、オーディン・ヘーニル・ローズルの三神は、北欧神話の伝承でたびたび言及されるオーディン・ヘーニル・ロキの三神に相応するとされる。
「ローズルの友」というケニングはオーディンについての「ロプトの友」の相似形であり、このロプトは間違いなくロキの別名である。
またルーン文字の綴りでLogaþoreとして知られている名が語源的にロキとローズルを架橋するという説もある。
しかしその一方でLogaþoreはむしろ、古英語で「陰謀家」あるいは「魔術師」を意味するlogðor, logeþer と同語源であるとも言われる。
結局はロキとローズルの同一性は証明されえない。
ローズルの人間の創造者としての役割は、ロキにはまったく相応しくないため、このことが特に両者の同一性の反証となっている。
もうひとつの解釈では、ローズルとは豊穣の神フレイの異名であると言われている。これはローズルという名が古ノルド語で「豊穣、収穫」を意味するlódに由来しているという説に由来する。